# Apokalipsa Pawła

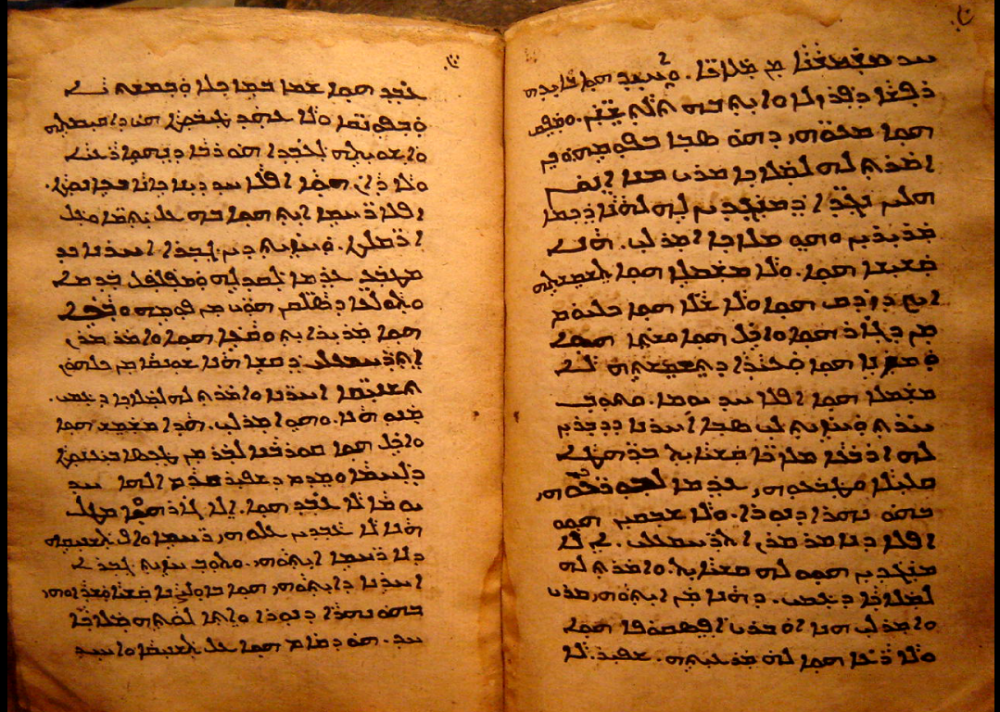
Syryjski rękopis apokalipsy Pawła

Apokalipsa Pawła – apokryf nowotestamentowy.
Pierwotny, niezachowany tekst grecki powstał prawdopodobnie w Egipcie w II lub III wieku; utwór znany jest na szerszą skalę dopiero w przeredagowanej wersji od wieku V. Zachowały się liczne przekłady, m.in. arabski, armeński, grecki, gruziński, koptyjski, łaciński, prowansalski, starofrancuski, starorumuński, starowłowski czy syryjski, choć część z nich stanowi jedynie streszczenia i wyjątki.
Utwór znany był niektórym Ojcom Kościoła. Choć Cezary z Arles cytował ją jako księgę kanoniczną, została zgodnie odrzucona jako nieautentyczna. Tekst apokalipsy był popularny w średniowiecznej Europie, wywarł wpływ na niektóre wizje w Boskiej komedii Dantego.
Treścią utworu jest wizja zaświatów, którą miał otrzymać św. Paweł, stanowiąca poetyckie rozwinięcie wzmianki o otrzymanym od Boga objawieniu z 2 Listu do Koryntian. Porwany do nieba Paweł ogląda raj oraz piekło, ogląda m.in. sąd nad duszami i męki potępionych, spotyka także Maryję, patriarchów i proroków. Zakończenie utworu nie zachowało się.
Nie należy mylić jej z gnostycką Apokalipsą Pawła z Nag Hammadi.